# ワールドシリーズとワールド・ベースボール・クラシックの両方で優勝を経験した選手一覧
| ワールドシリーズとWBCの両大会制覇を史上初めて達成したのは、松坂大輔である。写真はいずれも東京ドームで撮影されたもので、【左】2006年3月の第1回WBC1次ラウンドで、日本代表の先発投手としてチャイニーズタイペイ戦のマウンドに立つ【右】2008年3月、前年ワールドシリーズ覇者ボストン・レッドソックスの先発投手として、日本開催のMLBシーズン開幕戦に登板   |  | ワールドシリーズとWBCの両大会制覇を史上初めて達成したのは、松坂大輔である。写真はいずれも東京ドームで撮影されたもので、【左】2006年3月の第1回WBC1次ラウンドで、日本代表の先発投手としてチャイニーズタイペイ戦のマウンドに立つ【右】2008年3月、前年ワールドシリーズ覇者ボストン・レッドソックスの先発投手として、日本開催のMLBシーズン開幕戦に登板 |
| ワールドシリーズとWBCの両大会制覇を史上初めて達成したのは、松坂大輔である。写真はいずれも東京ドームで撮影されたもので、 【左】2006年3月の第1回WBC1次ラウンドで、日本代表の先発投手としてチャイニーズタイペイ戦のマウンドに立つ 【右】2008年3月、前年ワールドシリーズ覇者ボストン・レッドソックスの先発投手として、日本開催のMLBシーズン開幕戦に登板 |  | |

この項目は、野球においてその名にWorld（世界）と冠するふたつの大会――世界最大のプロ野球リーグであるメジャーリーグベースボール（MLB）の優勝決定戦ワールドシリーズ（World Series）と、ナショナルチームによる世界選手権ワールド・ベースボール・クラシック（World Baseball Classic, WBC）――の両方で優勝を経験した選手を一覧にしたものである。ここでいう "優勝を経験" とは、それぞれの大会において出場選手登録（ロースター）に名を連ねた状態で所属チームが優勝したことを指す。よって、試合出場の有無は条件に含めていない。
両大会制覇を達成しうる選手は、2006年3月以降に現役であり、かつMLB経験を有する者に限られる。2017年の第4回WBC終了時点で、両大会制覇を経験した選手は13人だった。2024年のワールドシリーズ終了時点では、その数は8人増えて21人である。

## ワールドシリーズとWBC

### ワールドシリーズの成り立ち

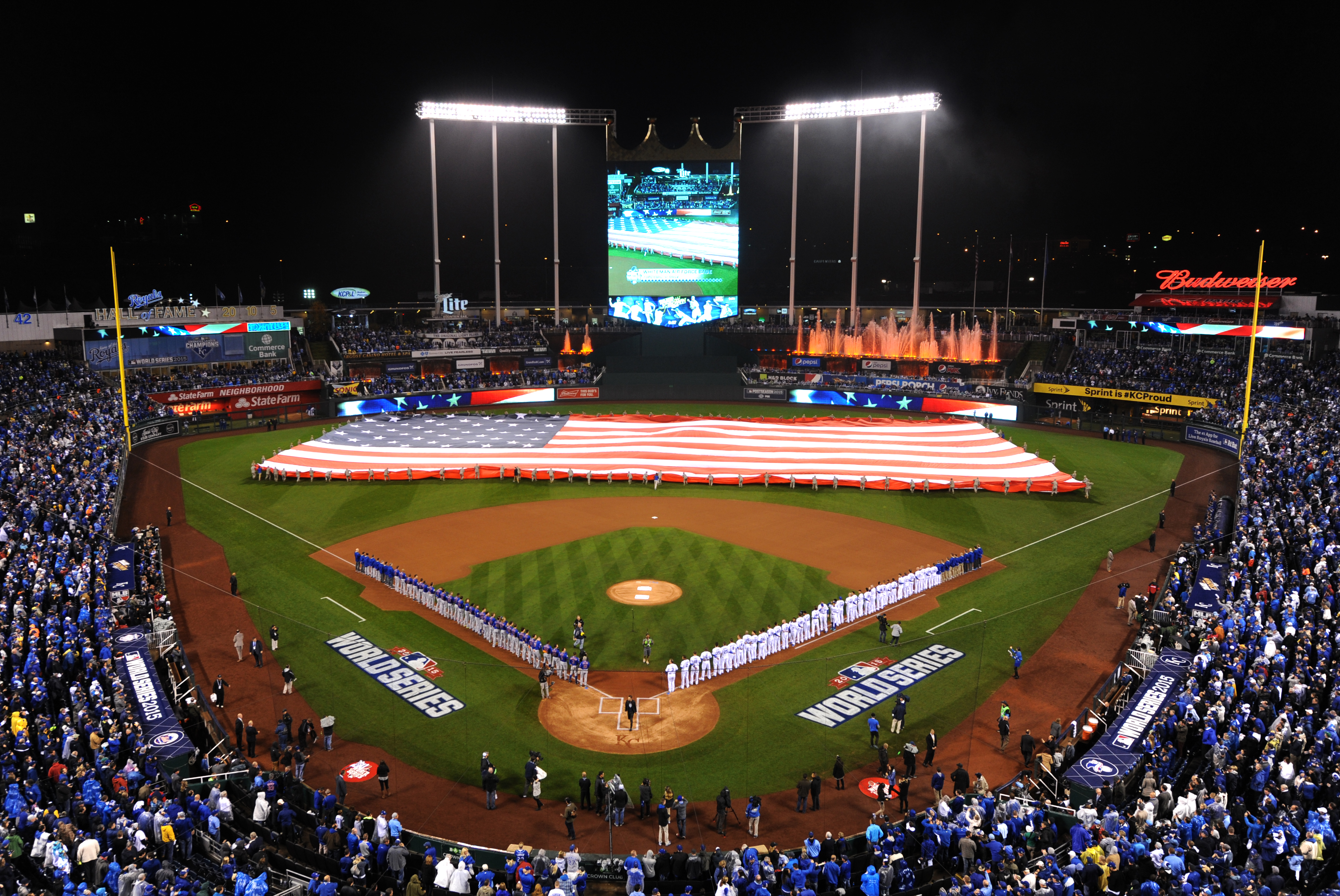
2015年のワールドシリーズ開幕前のセレモニーの様子。外野全体を覆い尽くすようにアメリカ合衆国の国旗が広げられている

ワールドシリーズは1903年に創設された。19世紀のアメリカ合衆国北東部・中西部では、ナショナルリーグが同国最大のプロ野球リーグとして君臨していた。それに対抗する形で1901年にアメリカンリーグが創設されると、この2リーグは選手の引き抜きや観客の奪い合いなどで激しく競合した。しかし両者は1903年1月、一転して協調路線をとることで合意した。これがきっかけとなり、同年10月に両リーグ王者による初の直接対決が行われた。これが現在まで続くワールドシリーズの第1回である。この2リーグからなるMLBは、かつては最西端の球団本拠地都市が中西部ミズーリ州にあったが、1958年に2球団が西海岸のカリフォルニア州へ移転し、本土全域にまたがるリーグとなった。さらに1969年には北の隣国カナダに球団が創設され、1990年代以降はアメリカ合衆国やカナダ以外の国で公式戦を開催するなど、市場を世界に広げている。
MLBの拡大・国際化は試合の開催地だけではなく、選手の顔ぶれにも当てはまる。第1回シリーズ開催当時のアメリカ合衆国では人種差別が日常的に行われており、MLBも選手は白人に限定されていた。アフリカ系アメリカ人などの有色人種は排除され、彼らは独自のリーグ "ニグロリーグ" を運営していた。しかし1947年にジャッキー・ロビンソンがデビューしてからは、技量に優れた有色人種の選手が次々とMLB入りを果たした。1965年にドラフト制度が導入され、アメリカ合衆国内のアマチュア選手獲得に1球団への独占交渉権付与という制限がかかるようになると、各球団は海外、特に野球の盛んなラテンアメリカの選手を青田買いするようになった。1995年には野茂英雄がデビューし、これをきっかけに日本や大韓民国など東アジアのプロ野球リーグのトップ選手が、FAやポスティングシステムなどを利用してMLB入りするようになった。
2017年シーズン開幕時点で、全30球団の25人ロースターや故障者リストなどに入っているメジャーリーガー868人のうち、29.8%にあたる259人がアメリカ合衆国以外の国・地域生まれであり、その国・地域の数は18にのぼる。野球のMLBだけでなく、バスケットボールのNBAやアイスホッケーのNHLなど北米4大プロスポーツリーグに共通する特徴として、優秀な選手が世界中から北米リーグに集まる流れが確立されているということがあるため、その競技においては北米リーグでの優勝――野球ではこのワールドシリーズの制覇――が実質的な世界一ということができる。その一方で、MLB球団しか参加できない大会が "ワールド" シリーズを名乗ることに対する違和感の表明や批判もある。例えば、2015年10月には孫正義が、自身がオーナーを務める福岡ソフトバンクホークスの日本シリーズ2連覇を受け「なんでアメリカで優勝したら世界一といわれるのか、それを決めるシリーズがワールドシリーズと呼ばれるのかわからない。日本の優勝チームとアメリカの優勝チームで真のワールドシリーズをするべきだ」と発言している。
ワールドシリーズは、世界最大の野球大会でもある。経済誌『フォーブス』の2017年10月の発表によれば、ワールドシリーズのブランド価値は金額にして1億2400万ドルになるといい、これは全世界のスポーツイベントの中で10番目、野球大会としては最高である。

### WBCの成り立ち

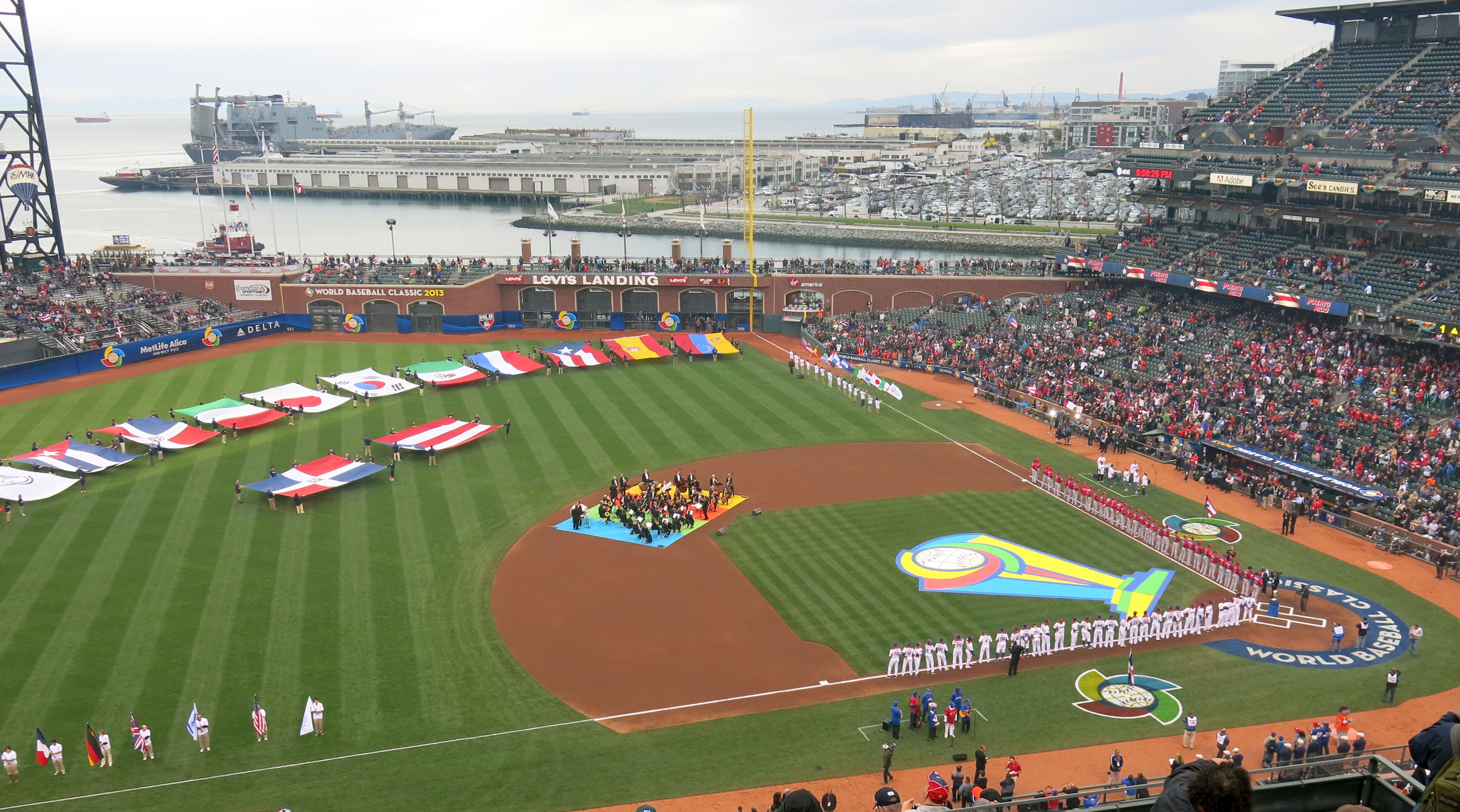
2013年のWBC決勝戦開始前のセレモニーの様子。外野には出場各国の国旗が並んでいる

ワールド・ベースボール・クラシック（WBC）は2006年3月に第1回大会が開催された。当時のナショナルチームによる国際大会としては、国際野球連盟（IBAF）主催のワールドカップやインターコンチネンタルカップが存在していた。しかしこれらは、いずれも当初はアマチュア向けの大会として創設されたものだった。1990年代後半に入り、これらの大会へのプロ選手参加が解禁されたものの、MLBはマイナーリーグの選手しか出場させなかった。また、野球は夏季オリンピックにおいても、1992年バルセロナ大会から実施競技となっていた。しかしこちらでもMLBの対応は同じだった。国際オリンピック委員会は、世界のトップ選手であるメジャーリーガーが参加しないことなどを理由に、2005年7月の総会で野球を実施競技から除外することを決めた。
MLBは、その総会直後のオールスターゲーム開催に合わせ、メジャーリーガーが出場する初の国際大会として、WBC創設を正式に発表した。大会はIBAFではなく、MLB機構と選手会の主導で設立された運営会社が主催し、16の国・地域が招待されて第1回大会に出場することとなった。日本野球機構やキューバ代表など、非MLB系列組織の大会参加が一時は危ぶまれたが、関係各所との折衝の末に出場することで決着した。主要国の代表チームには、デレク・ジーターやアルバート・プホルス、ヨハン・サンタナにイチローなど、これまでオリンピックやワールドカップには出ていなかったMLBのスター選手たちが名を連ねた。こうして挙行された第1回大会は一定の成功を収め、3年後の2009年3月には第2回大会が行われた。それ以降は、4年に一度の周期で開催が続いている。
第3回大会からは予選が導入され、前回大会の1次ラウンド最下位4チームと新規参加12チームの計16チームが、4つの本大会出場枠をかけて争うこととなった。これを受けてIBAFはWBCを世界選手権大会として正式に認定し、WBCは名実ともにナショナルチーム世界一決定戦となった。ただ、野球以外のスポーツ界では、WBCを世界選手権というよりMLBの私的大会とみなす風潮が根強い。また、故障への懸念やそれにともなう保険適用の問題のため、特に故障の危険性が高い投手を中心に、WBC出場を辞退する選手が多いのも課題である。

### 両大会の形式と優勝の難しさ

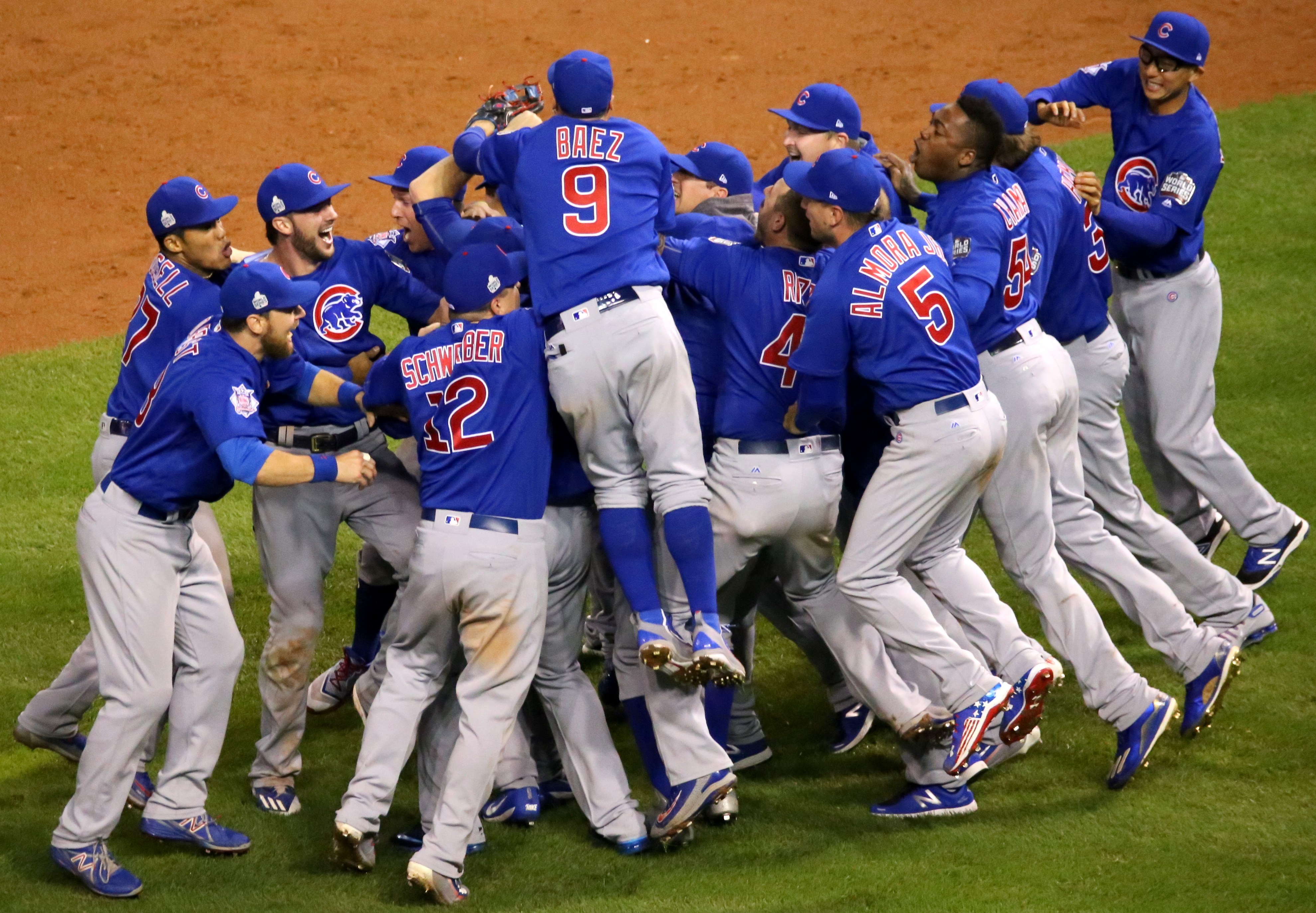
2016年のワールドシリーズで優勝したシカゴ・カブス。優勝に要した試合数は、4月4日のシーズン開幕から11月2日のワールドシリーズ最終戦まで、213日間で計178試合にのぼった

ワールドシリーズを制覇するには、まずMLBのレギュラーシーズンで優秀な成績を収めてポストシーズン進出権を獲得し、さらにそのポストシーズンを勝ち進んでいかなければならない。レギュラーシーズンは3月下旬から4月上旬頃に開幕し、9月下旬から10月上旬頃に閉幕する。この6か月の間に、1球団あたり162試合を行う。MLBの全30球団は、ナショナルリーグとアメリカンリーグの2リーグに15球団ずつ、さらにリーグ内でそれぞれ東・中・西の3地区に5球団ずつが分かれ、同リーグ同地区内の対戦を中心に日程を消化していく。そして2022年から始まった方式では、1リーグにつき3地区の優勝球団と、それ以外で勝率上位3球団の "ワイルドカード" の、計6球団ずつがポストシーズンへ駒を進める。ポストシーズンでは、まず地区優勝3球団のなかで最も勝率が低い1球団とワイルドカード3球団の計4球団が、2組ずつに分かれて3戦2勝制の "ワイルドカードシリーズ" を行う。そしてその勝者2球団と残る地区優勝2球団が、2組ずつに分かれて5戦3勝制の "ディビジョンシリーズ" （地区シリーズ）で対戦する。その勝者が今度は7戦4勝制の "リーグチャンピオンシップシリーズ" （リーグ優勝決定シリーズ）で争い、これに勝利した球団がリーグ優勝のタイトルとともに、ワールドシリーズ出場を果たす。ワールドシリーズも7戦4勝制で行われる。そのため、優勝には最少でも162+0+3+4+4=173試合、最多だと162+3+5+7+7=184試合をこなさなければならない。ポストシーズン全日程終了には1か月かかり、レギュラーシーズンと合わせると、ワールドシリーズ制覇までは7か月の長丁場となる。
WBCの本大会は、16〜20か国・地域のナショナルチームによって3週間ほどの期間で争われる。2023年の第5回大会から採用された方式では、出場チームは5チームずつが4組に分かれて、総当たりの1次ラウンドを戦う。その後は各組の上位2チームずつ、計8チームで一発勝負の勝ち残り式トーナメントを行い、負けたチームはその時点で敗退して、準々決勝から決勝まで3連勝したチームが優勝となる。かつての大会では、1次ラウンドのあとに2次ラウンドを行い、決勝トーナメント進出チームを4チームまで絞り込んでいたこともあった。WBC優勝に必要な本大会の試合数は、大会形式によって変わってくる。2009年の第2回大会のように1次・2次の両ラウンドでダブルイリミネーション式トーナメントを採用するのであれば8試合から10試合、第5回大会の方式では1次ラウンド4試合+決勝トーナメント3試合の計7試合となる。第2回大会では日本と大韓民国が決勝戦を含む9試合中5試合で対戦するという事態が発生したが、WBCにおいて1大会中に同じ相手と3試合以上対戦するということはそう多くはない。
野球というスポーツは、あまり短期決戦向きとはいえない。MLBのように各チームの実力差が一定の範囲内に収まった環境下で長いシーズンを戦えば、優勝球団でもある程度は負けてしまうし、逆に最下位球団でもある程度は勝つことができる。例えば、MLBで100勝62敗・勝率.617という成績は、かなりの好結果といえる。勝率.700超えとなると、100年以上の歴史のなかでも7チームしか達成していない偉業である。これに対しアメリカンフットボールのNFLでは、シーズン12勝4敗・勝率.750という成績は、まぁまぁ上出来とはいえてもMLBにおけるシーズン100勝ほどの意味は持たない。第二次世界大戦後のMLBで勝率.720以上はたった一度しかないが、NFLやバスケットボールのNBAでは、この勝率を達成するチームが毎年複数出てくる。また、2023年までMLBのシーズン最多敗戦記録を保持していた1962年のニューヨーク・メッツですら、40勝120敗の勝率.250なので4試合に一度は勝っている計算になるが、NBAでは勝率.106でシーズンを終えたチームがあるし、さらにNFLの歴史には全敗チームまで存在する。FanGraphsによれば、MLBでは最低年俸で雇えるような選手だけを集めてシーズン162試合を戦っても、48勝は期待できる。
こうした特性を持つスポーツにおいては、試合数が少なくなればなるほど、チームの実力よりも運や偶然のほうが結果に影響をおよぼす割合が大きくなる。特に一発勝負ともなれば、例えば敗退のかかった試合で打球がことごとく野手の正面を突いてしまい、アウトを積み重ねたまま試合が終わってしまうようなこともありえる。そのためWBC創設当初から、少なくとも3戦2勝の、できればワールドシリーズと同じ7戦4勝のシリーズ制を導入するべきだ、との意見は少なからず存在していた。ただ、その7戦4勝制シリーズを導入しているMLBのポストシーズンも、実力が結果に正しく反映されているとは言い切れない。ハーバード大学の2013年9月の研究によれば、レギュラーシーズンで勝率の高い球団が順当にワールドシリーズを勝つ可能性は「勝率上位8球団にくじを引かせたほうが、現行のポストシーズンよりマシ」なのだという。

## 両大会での優勝を果たした選手

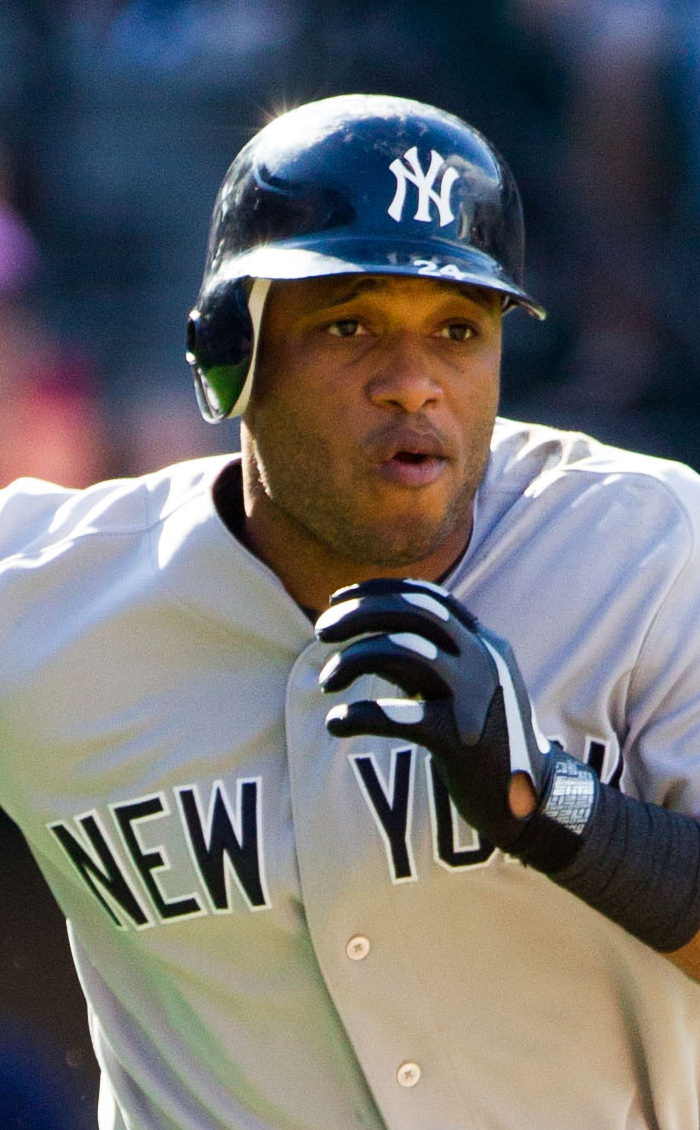
ロビンソン・カノ（写真は2012年9月9日撮影）

2006年の第1回WBCで決勝戦に進出したのは、日本とキューバの2チームだった。それまで国際大会に参加したことのないようなメジャーリーガーがWBCには数多く出場したが、決勝戦まで勝ち進んだメジャーリーガーは両チームを合わせても、日本のイチローと大塚晶則の2名しかいなかった。ワールドシリーズとWBCの両大会優勝達成者第1号は、イチローでも大塚でもなく、松坂大輔である。当時の松坂は日本プロ野球（NPB）の西武ライオンズに所属していたが、翌2007年にMLBのボストン・レッドソックスへ移籍し、1年目から先発ローテーション入りして同年のワールドシリーズ優勝を経験、WBCとの両大会優勝を成し遂げた。松坂は2009年の第2回WBCにも出場しており、そこで記者から「WBC出場とワールドシリーズ出場を比べてみると？」と訊かれると「どちらもとてもエキサイティングで、独特な意味合いを持つものです」と答えている。第2回WBCで日本は大会連覇を果たしたが、この優勝メンバーではワールドシリーズ優勝も経験したのは松坂しかいない。一方、第1回WBCの優勝メンバーでは、松坂の他に上原浩治も、のちに両大会優勝を達成することになる。
2013年の第3回WBCでは、ドミニカ共和国が初優勝した。同国はメジャーリーガーの一大供給国であり、2012年シーズン開幕時点での同国出身メジャーリーガー数95人はアメリカ合衆国（613人）に次いで2位、同年のワールドシリーズで25人ロースター入りした同国出身者数も9人でアメリカ合衆国（30人）に次ぐ2位タイである。WBC代表のチーム構成をみても、日本はNPB選手が多数派だったのに対して、ドミニカ共和国はほぼ全員がメジャーリーガーまたはMLB傘下マイナーリーグの選手だった。ワールドシリーズ制覇を経験済みでWBC初優勝を目指す選手も、過去2大会の日本にはいなかったが、ドミニカ共和国にはロビンソン・カノをはじめとして3人おり、彼らはそのまま松坂に次ぐ両大会制覇第2・3・4号となった。そのうちサンティアゴ・カシーヤは、ワールドシリーズとその直後のWBCを連続で制した史上初の選手となる。カノは野球人生最大の栄誉は何かと問われて「ワールドシリーズで勝つのも、WBCで勝つのも、あるいはオールスターも、どれも格別な思い出だし、どれも違った感じがした。比べるなんてできないよ」と述べている。
2017年の第4回WBCで優勝したのは、アメリカ合衆国である。この優勝で、新たに5人が両大会優勝の達成者となった。そのうちのひとりであるブランドン・クロフォードは、WBC優勝直後の記者会見でワールドシリーズ優勝との比較を求められると、WBCはオールスター級の選手が集まってチームを組む「もっと楽しいもの」「それはそれですばらしく、絶対に忘れない経験」としつつも、WBCとMLBシーズンの長さの違いに言及して両者を「違うものだよ。まったく違うもの」としている。また、同年のワールドシリーズにヒューストン・アストロズが進出したため、ルーク・グレガーソンとアレックス・ブレグマンはWBCで優勝した年にワールドシリーズの25人ロースター入りする史上初の選手となり、アストロズの優勝でふたりは史上14・15人目の両大会優勝達成者となった。しかも、ふたりがWBC優勝とワールドシリーズ優勝を決めた球場は同じドジャー・スタジアム、というおまけつきだった。
| 選手                     | 守備位置      | ワールドシリーズ               | ワールドシリーズ | ワールド・ベースボール・クラシック | ワールド・ベースボール・クラシック |
| 選手                     | 守備位置      | チーム                         | 優勝シリーズ     | チーム                             | 優勝大会                           |
| ------------------------ | ------------- | ------------------------------ | ---------------- | ---------------------------------- | ---------------------------------- |
| 松坂大輔                 | 投手          | ボストン・レッドソックス       | 2007             | 日本                               | 2006, 2009                         |
| ロビンソン・カノ         | 内野手        | ニューヨーク・ヤンキース       | 2009             | ドミニカ共和国                     | 2013                               |
| サンティアゴ・カシーヤ   | 投手          | サンフランシスコ・ジャイアンツ | 2010, 2012, 2014 | ドミニカ共和国                     | 2013                               |
| オクタビオ・ドーテル     | 投手          | セントルイス・カージナルス     | 2011             | ドミニカ共和国                     | 2013                               |
| 上原浩治                 | 投手          | ボストン・レッドソックス       | 2013             | 日本                               | 2006                               |
| ケルビン・ヘレーラ       | 投手          | カンザスシティ・ロイヤルズ     | 2015             | ドミニカ共和国                     | 2013                               |
| エディンソン・ボルケス   | 投手          | カンザスシティ・ロイヤルズ     | 2015             | ドミニカ共和国                     | 2013                               |
| ペドロ・ストロップ       | 投手          | シカゴ・カブス                 | 2016             | ドミニカ共和国                     | 2013                               |
| デビッド・ロバートソン   | 投手          | ニューヨーク・ヤンキース       | 2009             | アメリカ合衆国                     | 2017                               |
| バスター・ポージー       | 捕手          | サンフランシスコ・ジャイアンツ | 2010, 2012, 2014 | アメリカ合衆国                     | 2017                               |
| ブランドン・クロフォード | 内野手        | サンフランシスコ・ジャイアンツ | 2012, 2014       | アメリカ合衆国                     | 2017                               |
| ダニー・ダフィー         | 投手          | カンザスシティ・ロイヤルズ     | 2015             | アメリカ合衆国                     | 2017                               |
| エリック・ホズマー       | 内野手        | カンザスシティ・ロイヤルズ     | 2015             | アメリカ合衆国                     | 2017                               |
| アレックス・ブレグマン   | 内野手        | ヒューストン・アストロズ       | 2017, 2022       | アメリカ合衆国                     | 2017                               |
| ルーク・グレガーソン     | 投手          | ヒューストン・アストロズ       | 2017             | アメリカ合衆国                     | 2017                               |
| イアン・キンズラー       | 内野手        | ボストン・レッドソックス       | 2018             | アメリカ合衆国                     | 2017                               |
| フェルナンド・ロドニー   | 投手          | ワシントン・ナショナルズ       | 2019             | ドミニカ共和国                     | 2013                               |
| ジェイク・マギー         | 投手          | ロサンゼルス・ドジャース       | 2020             | アメリカ合衆国                     | 2017                               |
| ドリュー・スマイリー     | 投手          | アトランタ・ブレーブス         | 2021             | アメリカ合衆国                     | 2017                               |
| 大谷翔平                 | 投手/指名打者 | ロサンゼルス・ドジャース       | 2024             | 日本                               | 2023                               |
| 山本由伸                 | 投手          | ロサンゼルス・ドジャース       | 2024             | 日本                               | 2023                               |

## 両大会での優勝に惜しくも届かなかった選手

### ワールドシリーズでは優勝したが、WBCでは準優勝どまりの選手
2006年の第1回WBCでは、キューバが準優勝した。同国は1959年の革命を経て社会主義国化し、国内リーグや代表チームは政府によって運営されるようになり、選手は国家公務員となった。それに対してアメリカ合衆国は、キューバとの国交を断絶して経済制裁を課した。これにより、MLB球団はキューバの国家公務員である野球選手と契約を結ぶことができなくなり、キューバ人選手がMLB入りするためにはキューバから亡命することが必要になった。第1回WBC準優勝メンバーのうち、のちに亡命してMLB入りした選手はアレクセイ・ラミレスやユニエスキ・マヤなど複数いるが、ワールドシリーズ優勝を経験したのはユリ・グリエルのみである。
2009年の第2回WBCで準優勝したのは大韓民国である。この国も日本やキューバと同様に、WBC代表チームは国内リーグの選手を中心に構成されているためメジャーリーガーの数は少なく、また第2回WBC準優勝メンバーでワールドシリーズ優勝を経験した選手はいない。金炳賢は2001年のワールドシリーズで優勝を経験しているが、WBCでは第1回大会での準決勝敗退が最高成績である。第2回WBCでは練習拠点のアメリカ合衆国ハワイ州から代表チームに合流しようとしたが、パスポートを紛失してしまい出場辞退に追い込まれている。

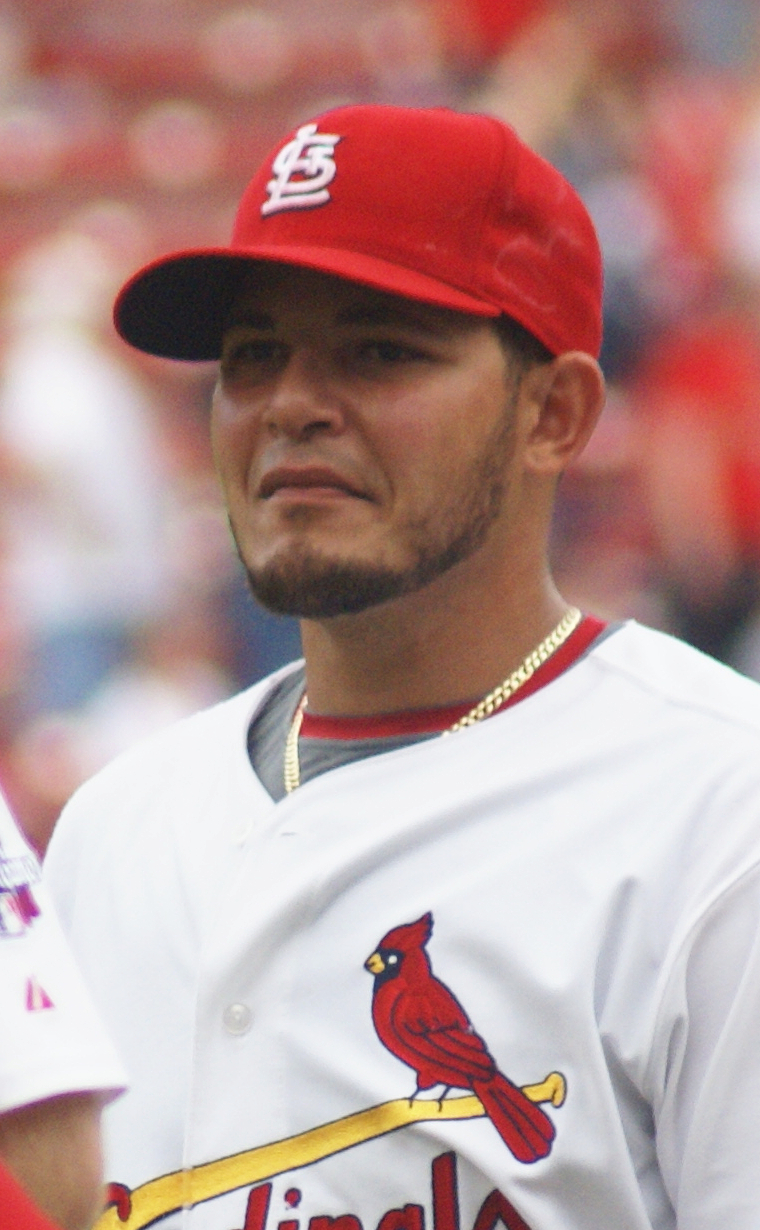
ヤディアー・モリーナ（写真は2009年4月23日撮影）

第3回WBCと第4回WBCでは、2大会連続でプエルトリコが準優勝した。プエルトリコはアメリカ合衆国の海外領土（自治連邦区）であり、WBC代表チームもメジャーリーガーまたはMLB傘下マイナーリーグの選手が多数を占める。ヤディアー・モリーナはセントルイス・カージナルスで2006年と2011年のワールドシリーズで優勝しているが「とにかくWBCで優勝したくてしかたがない。WBCで勝つことが俺にとってのすべて」「（ワールドシリーズ優勝とWBCを制することは）少なくとも同じくらい重要だ。故郷のために戦うんだから感情だって湧き上がってくる」とWBCへの思いを述べている。
| 選手                     | 守備位置 | ワールドシリーズ               | ワールドシリーズ | ワールド・ベースボール・クラシック | ワールド・ベースボール・クラシック |
| 選手                     | 守備位置 | チーム                         | 優勝シリーズ     | チーム                             | 準優勝大会                         |
| ------------------------ | -------- | ------------------------------ | ---------------- | ---------------------------------- | ---------------------------------- |
| ホセ・モリーナ           | 捕手     | アナハイム・エンゼルス         | 2002, 2009       | プエルトリコ                       | 2013                               |
| ホセ・モリーナ           | 捕手     | ニューヨーク・ヤンキース       | 2002, 2009       | プエルトリコ                       | 2013                               |
| ヤディアー・モリーナ     | 捕手     | セントルイス・カージナルス     | 2006, 2011       | プエルトリコ                       | 2013, 2017                         |
| J.C.ロメロ               | 投手     | フィラデルフィア・フィリーズ   | 2008             | プエルトリコ                       | 2013, 2017                         |
| アンヘル・パガン         | 外野手   | サンフランシスコ・ジャイアンツ | 2012             | プエルトリコ                       | 2013, 2017                         |
| アレックス・リオス       | 外野手   | カンザスシティ・ロイヤルズ     | 2015             | プエルトリコ                       | 2013                               |
| ハビアー・バエズ         | 内野手   | シカゴ・カブス                 | 2016             | プエルトリコ                       | 2017                               |
| ユリ・グリエル           | 内野手   | ヒューストン・アストロズ       | 2017, 2022       | キューバ                           | 2006                               |
| カルロス・ベルトラン     | 外野手   | ヒューストン・アストロズ       | 2017             | プエルトリコ                       | 2013, 2017                         |
| カルロス・コレア         | 内野手   | ヒューストン・アストロズ       | 2017             | プエルトリコ                       | 2017                               |
| エンリケ・ヘルナンデス   | 外野手   | ロサンゼルス・ドジャース       | 2020, 2024       | プエルトリコ                       | 2017                               |
| エディ・ロザリオ         | 外野手   | アトランタ・ブレーブス         | 2021             | プエルトリコ                       | 2013, 2017                         |
| マーティン・マルドナード | 捕手     | ヒューストン・アストロズ       | 2022             | プエルトリコ                       | 2013                               |
| アダム・ウェインライト   | 投手     | セントルイス・カージナルス     | 2006             | アメリカ合衆国                     | 2023                               |
| ランス・リン             | 投手     | セントルイス・カージナルス     | 2011             | アメリカ合衆国                     | 2023                               |
| カイル・シュワーバー     | 外野手   | シカゴ・カブス                 | 2016             | アメリカ合衆国                     | 2023                               |
| ムーキー・ベッツ         | 外野手   | ボストン・レッドソックス       | 2018, 2020, 2024 | アメリカ合衆国                     | 2023                               |
| ムーキー・ベッツ         | 外野手   | ロサンゼルス・ドジャース       | 2018, 2020, 2024 | アメリカ合衆国                     | 2023                               |
| トレイ・ターナー         | 内野手   | ワシントン・ナショナルズ       | 2019             | アメリカ合衆国                     | 2023                               |
| ウィル・スミス           | 捕手     | ロサンゼルス・ドジャース       | 2020, 2024       | アメリカ合衆国                     | 2023                               |
| カイル・タッカー         | 外野手   | ヒューストン・アストロズ       | 2022             | アメリカ合衆国                     | 2023                               |
| ライアン・プレスリー     | 投手     | ヒューストン・アストロズ       | 2022             | アメリカ合衆国                     | 2023                               |

### WBCでは優勝したが、ワールドシリーズでは優勝を逃している選手

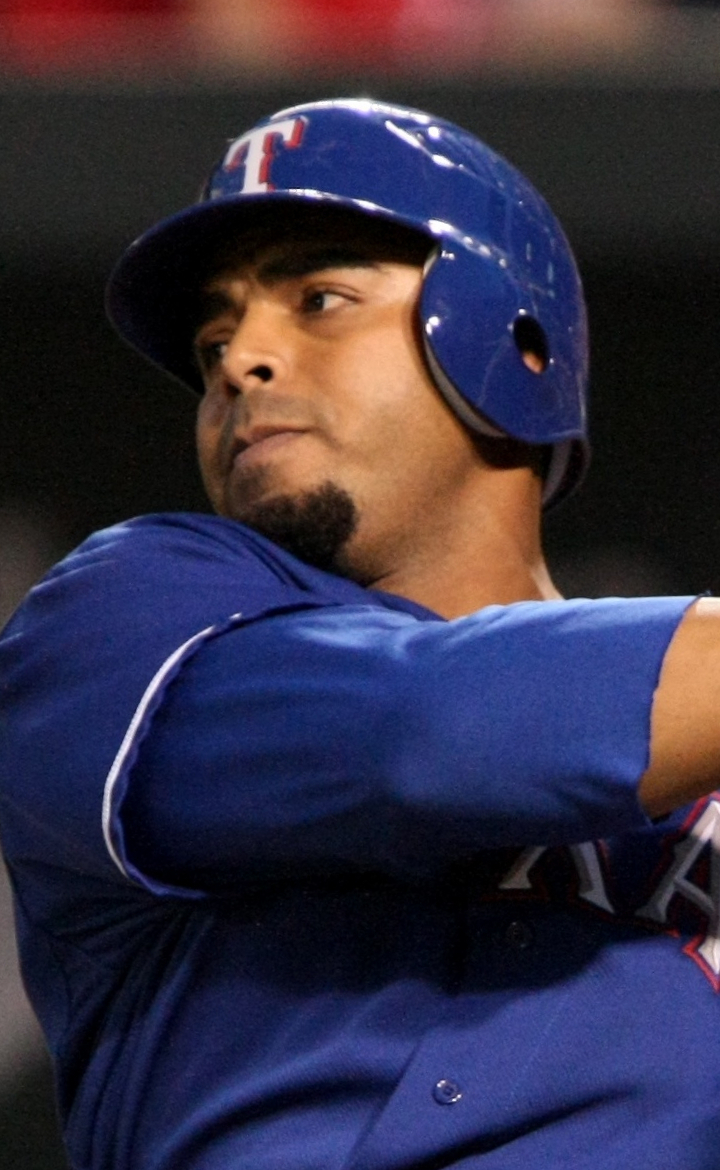
ネルソン・クルーズ（写真は2009年4月25日撮影）

ネルソン・クルーズはドミニカ共和国で2013年の第3回WBCを制した。MLBにおいては、2006年から2013年までテキサス・レンジャーズに所属しており、ワールドシリーズには2010年・2011年と続けて出場した。レンジャーズは2011年のワールドシリーズでセントルイス・カージナルスと対戦し、あとストライク1球でシリーズ優勝という場面を作りながら、そこから逆転されて敗退している。レンジャーズの3勝2敗で迎えた第6戦、レンジャーズは7－5と2点リードで9回裏に入り、一・二塁と同点の走者を背負いながらも、打席のデビッド・フリースを1ボール2ストライクに追い込んだ。しかし4球目をフリースが弾き返すと、打球は右翼手クルーズが後退しながら差し出したグラブの先を抜け、同点三塁打となった。このときクルーズは、頭上を越される長打だけは避けなければならない状況にもかかわらず、3人の外野手のなかでひとりだけ守備位置を深めにとっていなかったうえ、打球への反応や追い方も遅いという拙い守備を見せていた。クルーズはWBC優勝について「WBCは真の "ワールドシリーズ"、実際に世界各国を相手にするシリーズなんだ。俺たちは本当のワールドシリーズを勝った、だから俺もワールドシリーズ・チャンピオン！」と話している。
第4回WBCの1次ラウンドC組では、アメリカ合衆国とドミニカ共和国が対戦し、ドミニカ共和国が7－5でアメリカ合衆国を下した。この試合は8回表終了時までアメリカ合衆国が5－3でリードしていたが、8回裏にクルーズがアンドリュー・ミラーから3点本塁打を放ち、ドミニカ共和国が逆転勝利を収めた。この敗戦にもかかわらずアメリカ合衆国が優勝を果たしたことで、ミラーもクルーズと同じく、WBC制覇を経験しながらワールドシリーズでは優勝にあと一歩届かなかった選手のひとりとなる。ミラーはクリーブランド・インディアンスの一員として、2016年のポストシーズンでは10試合19.1イニングを投げ防御率1.40と好投していたものの、ワールドシリーズ最終第7戦では2失点を喫し、優勝はならなかった。この年のミラーはレギュラーシーズンと合わせると80試合93.2イニングを消化しており、翌年のWBC参加となるとオフが短くなって故障の可能性が高まるため、インディアンスは懸念を抱いていた。しかしミラーは「最優先事項はインディアンスのシーズンだ」としつつも「個人的には母国の名前が入ったユニフォームを着る機会が得られて、とても興奮するね。それにWBC代表監督は自分のMLBデビュー時にも監督だったジム・リーランドだし」と出場を決め、優勝を果たした。
| 選手                     | 守備位置 | ワールドシリーズ               | ワールドシリーズ | ワールド・ベースボール・クラシック | ワールド・ベースボール・クラシック |
| 選手                     | 守備位置 | チーム                         | 敗退シリーズ     | チーム                             | 優勝大会                           |
| ------------------------ | -------- | ------------------------------ | ---------------- | ---------------------------------- | ---------------------------------- |
| 岩村明憲                 | 内野手   | タンパベイ・レイズ             | 2008             | 日本                               | 2006, 2009                         |
| ワンディ・ロドリゲス     | 投手     | ヒューストン・アストロズ       | 2005             | ドミニカ共和国                     | 2013                               |
| ネルソン・クルーズ       | 外野手   | テキサス・レンジャーズ         | 2010, 2011       | ドミニカ共和国                     | 2013                               |
| 青木宣親                 | 外野手   | カンザスシティ・ロイヤルズ     | 2014             | 日本                               | 2006, 2009                         |
| カルロス・サンタナ       | 内野手   | クリーブランド・インディアンス | 2016             | ドミニカ共和国                     | 2013                               |
| タイラー・クリッパード   | 投手     | ニューヨーク・メッツ           | 2015             | アメリカ合衆国                     | 2017                               |
| ダニエル・マーフィー     | 内野手   | ニューヨーク・メッツ           | 2015             | アメリカ合衆国                     | 2017                               |
| アンドリュー・ミラー     | 投手     | クリーブランド・インディアンス | 2016             | アメリカ合衆国                     | 2017                               |
| ダルビッシュ有           | 投手     | ロサンゼルス・ドジャース       | 2017             | 日本                               | 2009, 2023                         |
| マーカス・ストローマン   | 投手     | ニューヨーク・ヤンキース       | 2024             | アメリカ合衆国                     | 2017                               |
| ジャンカルロ・スタントン | 外野手   | ニューヨーク・ヤンキース       | 2024             | アメリカ合衆国                     | 2017                               |

### WBCで優勝し、ワールドシリーズでも優勝チームに所属していたがロースターから漏れた選手
この一覧に載っているのは、ワールドシリーズ優勝球団の一員としてその年のレギュラーシーズンの試合に少なくとも1試合は出場し、さらにシリーズ優勝時点でその球団と契約状態にあったにもかかわらず、シリーズの出場選手登録（25人ロースター）からは漏れた選手たちである。
| 選手                   | 守備位置 | ワールドシリーズ           | ワールドシリーズ          | ワールド・ベースボール・クラシック | ワールド・ベースボール・クラシック |
| 選手                   | 守備位置 | チーム                     | ロースター非登録 シリーズ | チーム                             | 優勝大会                           |
| ---------------------- | -------- | -------------------------- | ------------------------- | ---------------------------------- | ---------------------------------- |
| フランシスコ・ペーニャ | 捕手     | カンザスシティ・ロイヤルズ | 2015                      | ドミニカ共和国                     | 2013                               |
| 川﨑宗則               | 内野手   | シカゴ・カブス             | 2016                      | 日本                               | 2006, 2009                         |
| アンドリュー・ミラー   | 投手     | ボストン・レッドソックス   | 2013                      | アメリカ合衆国                     | 2017                               |
| タイラー・クリッパード | 投手     | ヒューストン・アストロズ   | 2017                      | アメリカ合衆国                     | 2017                               |